# Fidentius van den Borne

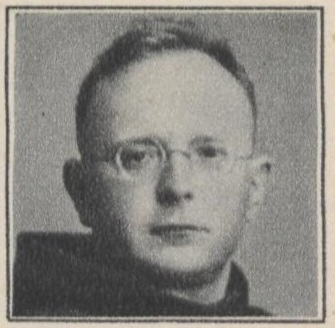
Fidentius van den Borne

Fidentius van den Borne OFM  (* 11. März 1890 in Soerendonk; † 10. Dezember 1979 in Katwijk) war ein niederländischer Theologe.

## Leben
Seine feierliche Profess legte er am 9. September 1912 im Kloster Weert ab, wo er am 14. März 1915 auch zum Priester geweiht wurde. Von 1920 bis 1934 war er Lektor für mittelalterliche und franziskanische Geschichte in den Studienhäusern seiner Provinz, zuerst in Weert (bis 1924), dann in Alverna. Von 1934 bis 1939 lehrte er an der Theologischen Fakultät, Abteilung für Kirchengeschichte des Antonianums. Von 1939 bis 1946 wirkte er im Studienhaus der Franziskaner in Nimwegen. Von 1946 bis 1961 lehrte er in Alverna.

## Schriften (Auswahl)
- Die Franziskus-Forschung in ihrer Entwickelung dargestellt. München 1917, OCLC 781593074.
- Die Anfänge des franziskanischen dritten Ordens. Vorgeschichte – Entwicklung der Regel. Ein Beitrag zur Geschichte des Ordens- und Bruderschaftswesens im Mittelalter. Münster 1925, OCLC 871457806.
- Franciskaanse gedachte en moderne jeugdbeweging. Weert 1934, OCLC 65383516.
- Broeder Frans. Levensschets van den H. Franciscus van Assisi. Brummen 1946, OCLC 64328901.